# 波斯托利夫卡 (古西亞京區)
49°12′14″N 26°5′59″E / 49.20389°N 26.09972°E
波斯托利夫卡（烏克蘭語：Постолівка）是位於烏克蘭西部特諾皮爾州裏喬爾特基夫區的村莊，處於吉尼拉河畔，距離拉什季夫齊1公里，始建於1574年，面積3.58平方公里，2001年人口1,363。